# Liste der Spieler mit den meisten Homeruns der Major League Baseball
Die Liste der Spieler mit den meisten Home Runs der Major League Baseball (MLB) gibt einen Überblick über die Baseball-Profis, die in der amerikanischen Profiliga mindestens 500 Home Runs erzielt haben. Offizielle Bezeichnung für diese Liste ist der 500 Home Run Club. Als erster Spieler schaffte es Babe Ruth am 11. August 1929, seinen 500. Home Run zu schlagen.

## 500 Home Run Club
Fett geschriebene Spieler sind noch aktiv, fett geschriebene Teams markieren das Team, mit welchem der betreffende Spieler den 500. Home Run erzielte.
(Stand: Ende der Saison 2021)
| Rang | Spieler          | HRs | Datum HR 500 | Datum HR 600 | Datum HR 700 | Teams | MLB-Karriere         |
| ---- | ---------------- | --- | ------------ | ------------ | ------------ | --- | -------------------- |
| 1    | Barry Bonds      | 762 | 17.04.2001   | 09.08.2002   | 17.09.2004   | Pittsburgh Pirates, San Francisco Giants | 1986–2007            |
| 2    | Hank Aaron       | 755 | 04.07.1968   | 27.04.1971   | 21.07.1973   | Atlanta Braves, Milwaukee Brewers | 1954–1976            |
| 3    | Babe Ruth        | 714 | 11.08.1929   | 21.08.1931   | 13.07.1934   | Boston Red Sox, New York Yankees, Atlanta Braves | 1914–1936            |
| 4    | Albert Pujols    | 703 | 22.04.2014   | 03.06.2017   | 23.09.2022   | St. Louis Cardinals, Los Angeles Angels of Anaheim, Los Angeles Dodgers                                                                                        | 2001–2022            |
| 5    | Alex Rodríguez   | 696 | 04.08.2007   | 04.08.2010   |              | Seattle Mariners, Texas Rangers, New York Yankees | 1994–2016            |
| 6    | Willie Mays      | 660 | 13.09.1965   | 22.09.1969   |              | San Francisco Giants, New York Mets | 1951–1973            |
| 7    | Ken Griffey Jr.  | 630 | 20.06.2004   | 09.06.2008   |              | Seattle Mariners, Cincinnati Reds, Chicago White Sox | 1989–2010            |
| 8    | Jim Thome        | 612 | 16.09.2007   | 15.08.2011   |              | Cleveland Indians, Philadelphia Phillies, Chicago White Sox, Los Angeles Dodgers, Minnesota Twins, Cleveland Indians, Philadelphia Phillies, Baltimore Orioles | 1991–2012            |
| 9    | Sammy Sosa       | 609 | 04.04.2003   | 20.06.2007   |              | Chicago White Sox, Chicago Cubs, Baltimore Orioles, Texas Rangers                                                                                              | 1989–2005, 2007      |
| 10   | Frank Robinson   | 586 | 13.09.1971   |              |              | Cincinnati Reds, Baltimore Orioles, Los Angeles Dodgers, Los Angeles Angels of Anaheim, Cleveland Indians                                                      | 1956–1976            |
| 11   | Mark McGwire     | 583 | 05.08.1999   |              |              | Oakland Athletics, St. Louis Cardinals | 1986–2001            |
| 12   | Harmon Killebrew | 573 | 10.08.1971   |              |              | Minnesota Twins, Kansas City Royals | 1954–1975            |
| 13   | Rafael Palmeiro  | 569 | 11.05.2003   |              |              | Chicago Cubs, Baltimore Orioles, Texas Rangers | 1986–2005            |
| 14   | Reggie Jackson   | 563 | 17.09.1984   |              |              | Oakland Athletics, Baltimore Orioles, New York Yankees, Los Angeles Angels of Anaheim                                                                          | 1967–1987            |
| 15   | Manny Ramirez    | 555 | 31.05.2008   |              |              | Cleveland Indians, Boston Red Sox, Los Angeles Dodgers | 1993–2011            |
| 16   | Mike Schmidt     | 548 | 18.04.1987   |              |              | Philadelphia Phillies | 1972–1989            |
| 17   | David Ortiz      | 541 | 12.09.2015   |              |              | Minnesota Twins, Boston Red Sox | 1997–2016            |
| 18   | Mickey Mantle    | 536 | 14.05.1967   |              |              | New York Yankees | 1951–1968            |
| 19   | Jimmie Foxx      | 534 | 24.09.1940   |              |              | Philadelphia Athletics, Boston Red Sox, Chicago Cubs, Philadelphia Phillies                                                                                    | 1925–1942, 1944–1945 |
| 20   | Willie McCovey   | 521 | 30.06.1978   |              |              | San Francisco Giants, San Diego Padres, Oakland Athletics | 1959–1980            |
|      | Frank Thomas     | 521 | 28.06.2007   |              |              | Chicago White Sox, Oakland Athletics, Toronto Blue Jays | 1990–2008            |
|      | Ted Williams     | 521 | 17.06.1960   |              |              | Boston Red Sox | 1939–1942, 1946–1960 |
| 23   | Ernie Banks      | 512 | 12.05.1970   |              |              | Chicago Cubs | 1953–1971            |
|      | Eddie Mathews    | 512 | 14.07.1967   |              |              | Atlanta Braves, Houston Astros, Detroit Tigers | 1952–1968            |
| 25   | Mel Ott          | 511 | 01.08.1945   |              |              | New York Giants | 1926–1947            |
|      | Miguel Cabrera   | 511 | 22.08.2021   |              |              | Florida Marlins, Detroit Tigers | 2003–2023            |
| 27   | Gary Sheffield   | 509 | 17.04.2009   |              |              | Milwaukee Brewers, San Diego Padres, Florida Marlins, L.A. Angels, Atlanta Braves, New York Yankees, Detroit Tigers, New York Mets                             | 1988–2009            |
| 28   | Eddie Murray     | 504 | 06.09.1996   |              |              | Baltimore Orioles, Los Angeles Dodgers, New York Mets, Cleveland Indians, Los Angeles Angels of Anaheim                                                        | 1977–1997            |